# Córrego Limoeiro (Timóteo)
O córrego Limoeiro é um curso de água que nasce e deságua no município brasileiro de Timóteo, no interior do estado de Minas Gerais. Sua nascente se encontra na serra do Timóteo, percorrendo cerca de nove quilômetros até sua foz no rio Piracicaba.
A serra do Timóteo, onde também se encontram diversas outras nascentes, é considerada uma área de proteção ambiental (APA) desde 2003. Apesar de sua sub-bacia ser predominantemente rural, o curso do córrego Limoeiro banha bairros periféricos da cidade, como Macuco, Alphaville, Recanto Verde e Limoeiro. Essa região é considerada uma zona de amortecimento do Parque Estadual do Rio Doce, sendo toda a extensão do córrego um de seus limites.